# 博邺
博邺（德語：Adolf Boyé，1869年6月8日—1934年1月23日），德国外交官，曾任魏玛共和国驻中华民国公使。